# 메탈 맥스
《메탈 맥스》(Metal Max, メタルマックス)는 종말 후 세계를 무대로 하는 일련의 롤플레잉 비디오 게임 시리즈이다. 미야오카 히로시가 기획한 게임 시리즈로, 첫 번째 게임 《메탈 맥스 (1991)》는 일본 개발사 크레아테크와 데이터 이스트가 공동개발하고 데이터 이스트가 배급해 패밀리 컴퓨터 기종으로 출시됐다.
《메탈 맥스》는 턴제 방식의 전투가 주가 되며, 비선형 게임플레이로 자유로운 진행을 권장하는 오픈 월드 형식을 취한 것이 고유한 특징이다. 게임의 설정 또한 세계가 멸망한 후 살아남은 인류들과 변이된 생태계를 소재로 삼았다.

## 게임 목록
- 《메탈 맥스》 (1991)
- 《메탈 맥스 2》 (1993)
- 《메탈 맥스 리턴즈》 (1995)
- 《메탈 맥스 2 카이》 (2003)
- 《메탈 사가: 모래먼지의 사슬》 (2005)
- 《메탈 사가: 강철의 계절》 (2006)
- 《메탈 맥스 모바일》 (2007)
- 《메탈 맥스 3》 (2010)
- 《메탈 맥스 2 리로디드》 (2011)
- 《메탈 맥스 4: 월광의 디바》 (2013)
- 《메탈 맥스 파이어웍스》 (2015)
- 《메탈 사가: 황야의 방주》 (2015)
- 《메탈 맥스 제노》 (2018)
- 《메탈 맥스 제노: 리본》 (2020)
- 《메탈 맥스 제노: 리본 2》
- 《메탈 독스》

## 개발
《메탈 맥스》 게임 전체와 《메탈 사가》 일부에는 시리즈 기획자 미야오카 히로시가 관여했다. 미야오카는 《드래곤 퀘스트》 시리즈 개발자 호리이 유지와 친구 사이로 《드래곤 퀘스트》 첫 세 게임들에 시나리오 보조 및 던전 디자이너로서 참여한 바 있다. 1998년 그는 개발사 크레아테크를 차려 독자적으로 게임 개발하기 시작했다.